# Effingham megye (Georgia)
Effingham megye az Amerikai Egyesült Államokban, azon belül Georgia államban található. Megyeszékhelye Springfield, legnagyobb városa Rincon. Lakosainak száma 64 769 fő (2020. április 1.). Effingham megye Hampton, Bryan, Jasper, Chatham, Bulloch és Screven megyékkel határos.

## Népesség
A megye népességének változása:
| Lakosok száma | 52 435 | 52 648 | 53 359 | 54 456 | 57 106 | 64 769 |
|               | 2010   | 2011   | 2012   | 2013   | 2015   | 2020   |